# سینما قدس (مشهد)
سینما قدس (نام پیشین: سینما آریا) سینمایی در شهر مشهد، ایران بود. این سینما که در سال ۱۳۴۸ تأسیس شده‌است دارای دو سالن نمایش با ظرفیت ۵۸۸ و ۲۴۲ صندلی می‌باشد و پس از ۵۱ سال در اسفند ماه سال ۱۳۹۹ به کار خود پایان داد.
سینما قدس که وابسته به حوزه هنری ایران می‌باشد در خیابان پاسداران مشهد قرار داشت و در ۳۱ خرداد ۱۴۰۰ تخریب شد.

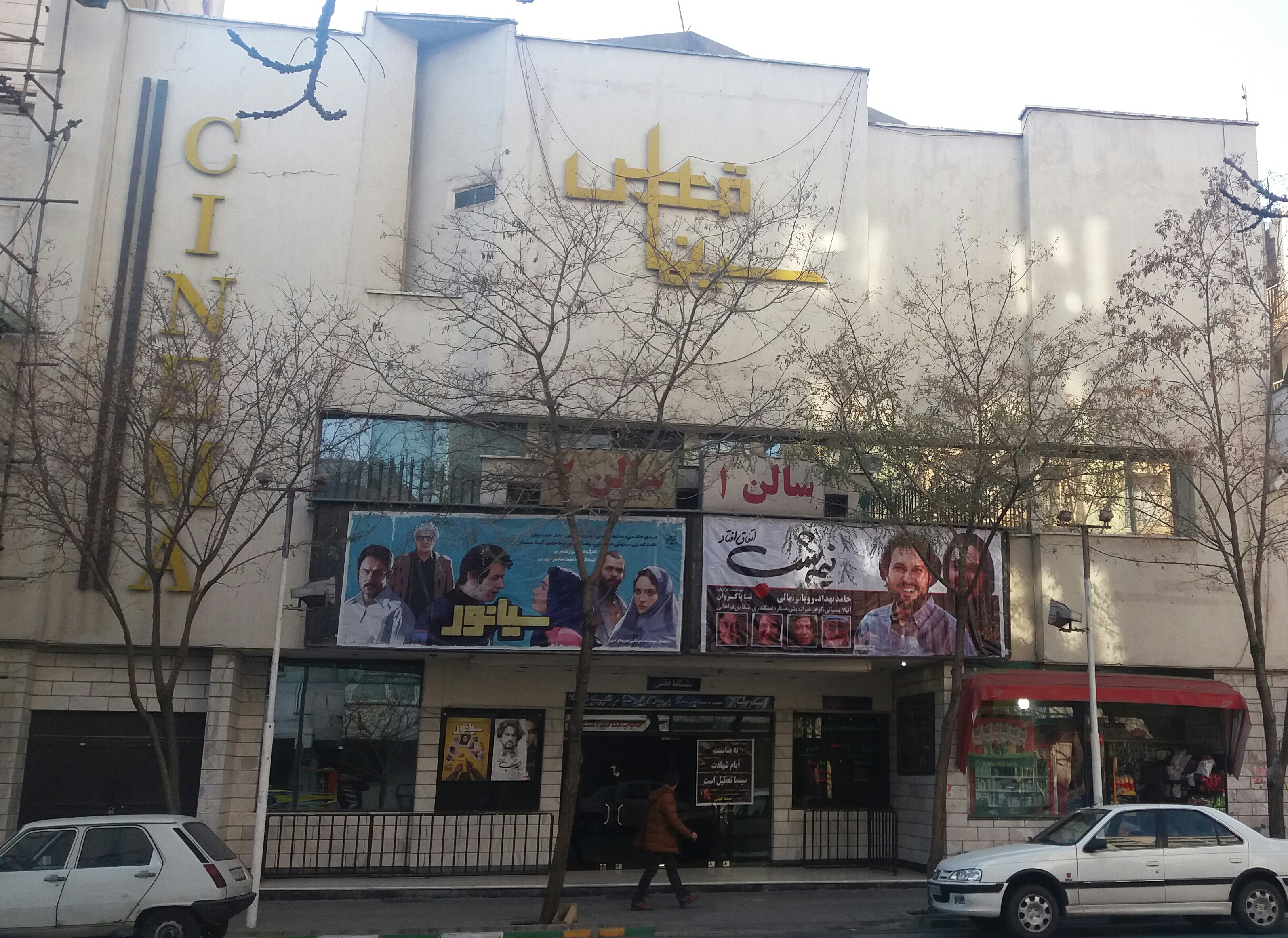